# Beaumont-en-Verdunois
Beaumont-en-Verdunois é uma comuna francesa na região administrativa de Grande Leste, no departamento de Meuse. Estende-se por uma área de 7,87 km². Em 2010 a comuna tinha 0 habitantes (densidade: 0 hab./km²).